# Gymnura crooki
Gymnura crooki är en rockeart som beskrevs av Fowler 1934. Gymnura crooki ingår i släktet Gymnura och familjen Gymnuridae. Inga underarter finns listade i Catalogue of Life.